# Ifrane
För andra betydelser, se Ifrane (olika betydelser).

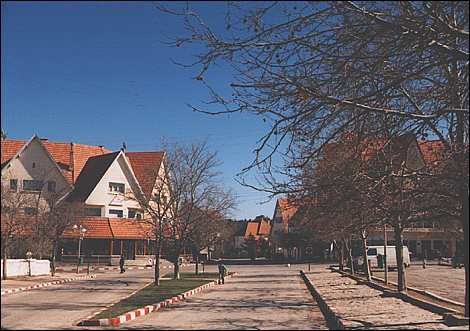
Ifrane.

Ifrane är en stad i Marocko och är administrativ huvudort för provinsen Ifrane som är en del av regionen Fès-Meknès. Folkmängden uppgick till 14 659 invånare vid folkräkningen 2014.